# Kniaz Ibojan
Kniaz Ibojan (orm. Կնյազ Իբոյան; ur. 7 listopada 2003) – ormiański zapaśnik walczący w stylu wolnym. 
Zajął dziesiąte miejsce na mistrzostwach Europy w 2024. Drugi na ME U-23 w 2023 i 2025. Mistrz Europy juniorów w 2023 roku.